# 三木佑里子

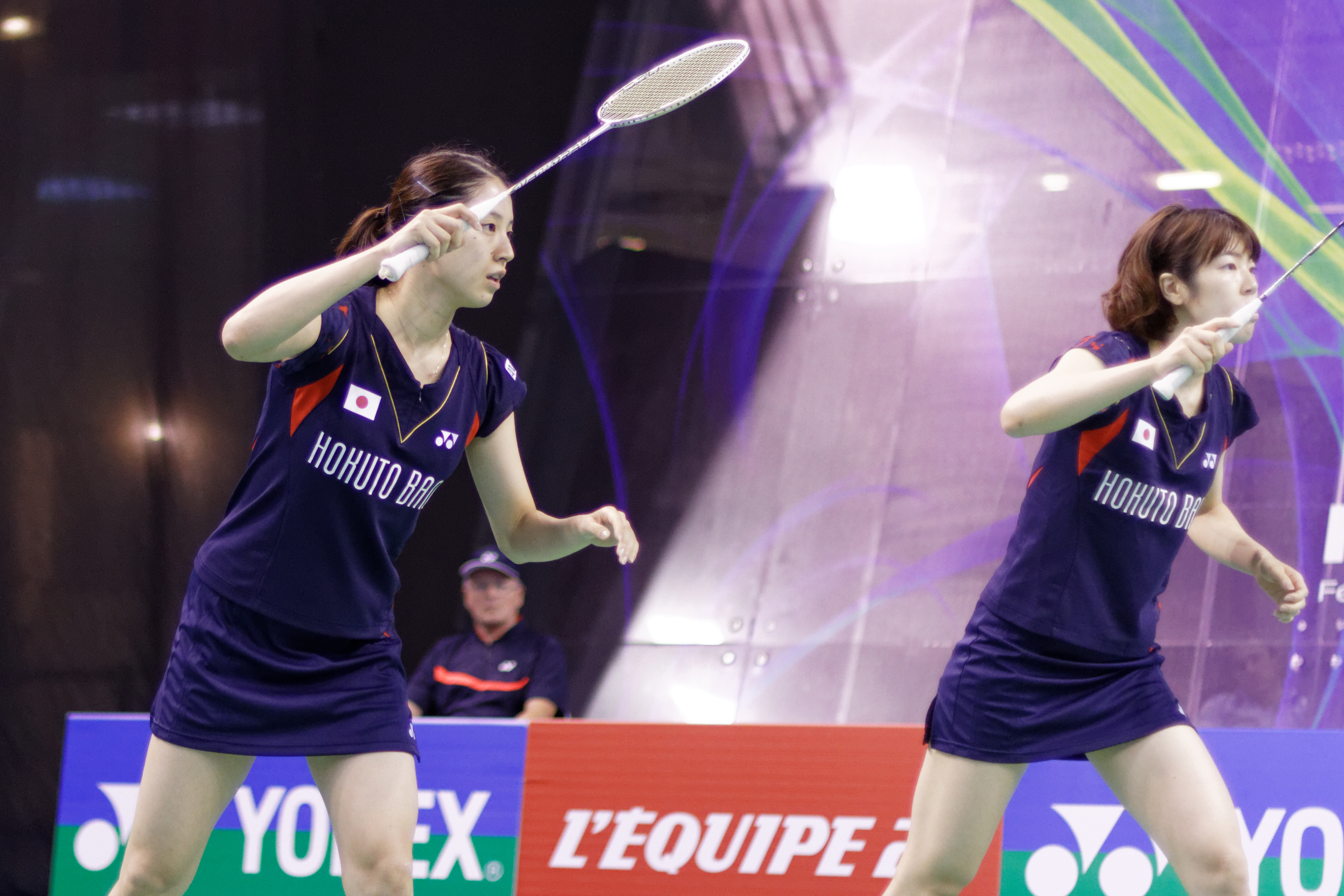
三木佑里子（右）與女雙搭檔米元小春（左）出戰2013年法國羽毛球超級賽。

三木佑里子（日语：／ Miki Yuriko，1989年10月1日—），日本女子羽毛球运动员。埼玉縣出生，畢業於富士中学校及越谷南高等学校，曾效力Panasonic株式會社，2013年因球隊解散而轉到北都銀行羽毛球部，2014年退役。其胞姊三木佑希子及胞妹三木江里子同為羽毛球運動員。

## 簡歷
2010年，三木佑里子夥拍米元小春參加世界羽聯大獎賽俄羅斯公開賽女子雙打比賽，在決賽不敵俄羅斯組合屈居亞軍。
2013年8月，三木佑里子參加中國廣州舉行的世界羽毛球錦標賽，與米元小春出戰女子雙打項目，首圈以2-0淘汰紐西蘭選手晉級，但在第二圈就以0比2（20-22、14-21）不敵14號種子、馬來西亞的許嘉雯/溫可微出局。
2014年7月，三木佑里子與米元小春贏得俄羅斯羽毛球大獎賽女雙冠軍，創下個人在國際賽的最佳成績。同年8月，三木佑里子參加丹麥舉行的世界羽毛球錦標賽，與米元小春出戰女子雙打項目，首圈以2-0淘汰中華台北的陳曉歡/賴佳玟晉級，但在第二圈就以0比2（16-21、17-21）不敵7號種子的日本隊友垣岩令佳/前田美順出局。
此後，三木佑里子退出國際賽舞台，隨後退役。

## 主要比賽成績
只列出曾進入準決賽的國際賽事成績：
| 年份   | 賽事                       | 公開賽級別 | 項目     | 拍檔     | 成績   |
| ------ | -------------------------- | ---------- | -------- | -------- | ------ |
| 2010年 | 俄羅斯羽毛球大獎賽         | 大獎賽     | 女子雙打 | 米元小春 | 亞軍   |
| 2011年 | 奧地利羽毛球國際挑戰賽     | 國際挑戰賽 | 女子雙打 | 米元小春 | 冠軍   |
| 2011年 | 紐西蘭羽毛球國際挑戰賽     | 國際挑戰賽 | 女子雙打 | 米元小春 | 冠軍   |
| 2011年 | 大阪羽毛球國際挑戰賽       | 國際挑戰賽 | 女子雙打 | 米元小春 | 亞軍   |
| 2011年 | 大阪羽毛球國際挑戰賽       | 國際挑戰賽 | 混合雙打 | 垰畑亮太 | 準決賽 |
| 2011年 | 馬來西亞羽毛球國際挑戰賽   | 國際挑戰賽 | 女子雙打 | 米元小春 | 準決賽 |
| 2012年 | 奧地利羽毛球國際挑戰賽     | 國際挑戰賽 | 女子雙打 | 米元小春 | 準決賽 |
| 2012年 | 大阪羽毛球國際挑戰賽       | 國際挑戰賽 | 女子雙打 | 米元小春 | 準決賽 |
| 2012年 | 加拿大羽毛球大獎賽         | 大獎賽     | 女子雙打 | 米元小春 | 亞軍   |
| 2012年 | 蘇格蘭羽毛球國際賽         | 國際挑戰賽 | 女子雙打 | 米元小春 | 亞軍   |
| 2013年 | 瑞典斯德哥爾摩羽毛球國際賽 | 國際挑戰賽 | 女子雙打 | 米元小春 | 準決賽 |
| 2013年 | 大阪羽毛球國際挑戰賽       | 國際挑戰賽 | 女子雙打 | 米元小春 | 亞軍   |
| 2013年 | 泰國羽毛球黃金大獎賽       | 黃金大獎賽 | 女子雙打 | 米元小春 | 亞軍   |
| 2013年 | 美國羽毛球黃金大獎賽       | 黃金大獎賽 | 女子雙打 | 米元小春 | 準決賽 |
| 2013年 | 東亞運動會羽毛球比賽       | 其他       | 女子團體 | －       | 銅牌   |
| 2013年 | 東亞運動會羽毛球比賽       | 其他       | 女子雙打 | 米元小春 | 銀牌   |
| 2014年 | 俄羅斯羽毛球大獎賽         | 大獎賽     | 女子雙打 | 米元小春 | 冠軍   |

| 2007-2017年 | 首要超級賽 | 超級賽 | 黃金大獎賽 | 大獎賽 | 國際挑戰賽 | 國際系列賽 | 未來系列賽 | 其他 |

### 奧運會和世錦賽參賽紀錄
|          | 搭檔     | 2013 | 2014 |
| -------- | -------- | ---- | ---- |
| 女子雙打 | 米元小春 | 32強 | 32強 |